# Stephanogorgia faulkneri
Stephanogorgia faulkneri är en korallart som först beskrevs av Bayer 1974.  Stephanogorgia faulkneri ingår i släktet Stephanogorgia och familjen Chrysogorgiidae. Inga underarter finns listade i Catalogue of Life.